# Митинг на гласността
Митингът на гласността (на руски: Ми́тинг гла́сности) е първата публична политическа демонстрация в Съветския съюз след Втората световна война.
Тя се провежда в Москва на 5 декември 1965 г. във връзка с предстоящия процес над писателите Андрей Синявски и Юлий Даниел. Счита се, че демонстрацията отбелязва началото на движението за граждански права в Съветския съюз.:с. 269:с. 632:с. 632

## Демонстрация

### Предистория
През септември 1965 г. писателите Андрей Синявски и Юлий Даниел са арестувани и обвинени, че са публикували антисъветски материали в чужбина. Обвинението твърди, че писанията представляват престъпление по член 70 от Наказателния кодекс на РСФСР, антисъветска агитация и пропаганда.
Докато повечето руски критици на процеса наблягат на проблемите за свободата на съвестта и творческата свобода, неколцина, оглавявани от математика Александър Есенин-Волпин, заемат друга позиция. Те са убедени, че легитимната критика трябва да се съсредоточи върху факта, че производството не е в съответствие със съществуващото законодателство, по-специално с разпоредбите, гарантиращи открит процес. „Общоизвестно е, че при закрити врата са възможни всякакви беззакония и че нарушаването на закона за гласността (чл. 3 от Конституцията на СССР и чл. 18 УПК РСФСР) вече само по себе си представлява беззаконие. Невероятно е, че творчеството на писатели би могло да представлява държавна тайна.“

### Подготовка
Александър Есенин-Волпин, заедно с физика Валери Николски, художника Юрий Титов и съпругата на Титов Елена Строева, планират събиране на площад „Пушкин“, срещу улицата с офиса на вестник „Известия“. Избират датата 5 декември, официалния празник в чест на ратифицирането на Сталинската конституция от 1936 г. от Конгреса на Съветите. Самият митинг трябва да илюстрира стриктно спазване на конституцията, която гарантира свобода на събранията и митингите, а участниците да се ограничат до искане за открит процес за Синявски и Даниел, съгласно член 111.
Откликът на това предложение от техни познати е предимно отрицателен. Мнозина възприемат идеята като утопична и опасна – въпреки че не е ясно дали срещата ще помогне на Синявски и Даниел, участниците в подобна среща вероятно ще бъдат арестувани, а кариерата им ще бъде съсипана.:с. 275:с. 19 – 20 Идеята за подобен „митинг на гласността“ намира подкрепа сред малки кръгове от ученици в гимназията и университета като Ирина Якир, Юрий Галансков, Юлия Вишневска и Владимир Буковски, които научават за плана чрез неформалните мрежи на московската интелигенция. Сред тях са няколко ветерани от поетичните четения на площад „Маяковски“ и литературната група СМОГ.:с. 13 – 14
Есенин-Волпин и Николски написват „Гражданско обръщение“. То е направено като листовка чрез самиздат и разпространено от поддръжници около Московския университет и други институции за либерални изкуства. Позовавайки се на членовете на съветската Конституция и Наказателно-процесуалния кодекс за откритите съдилища, в жалбата се напомня, че в миналото беззаконията на властите са стрували живота и свободата на милиони съветски граждани. „Кървавото минало ни призовава за бдителност в настоящето. По-лесно е да се пожертва един ден почивка, отколкото да се търпят години наред последствията от произвол, който не е спрян навреме. Гражданите имат средства за борба срещу съдебния произвол – това са „митинги на гласността“, по време на които събралите се скандират един-единствен лозунг: „Ис-ка-ме от-крит про-цес за...“ (следват имената на обвиняемите) или показват съответен плакат. Всякакви други викове или лозунги, които надхвърлят искането за стриктно спазване на закона, ще бъдат безусловно вредни и евентуално ще послужат като провокация и трябва да бъдат прекъснати от самите участници в митинга. По време на митинга е необходимо строго да се спазва реда. При първото искане на властите да се разпръснат – трябва да се разпръснат, като съобщят на властите целта на митинга.“

### Демонстрация
На 5 декември на площад Пушкин се събират около 50 участници и около 200 симпатизиращи наблюдатели. Разгърнати са плакати с лозунгите „Уважавайте съветската конституция“ и „Искаме открит процес за Синявски и Даниел“. Самата среща продължава по-малко от двадесет минути. Служители на КГБ, изпратени да наблюдават събирането, бързо конфискуват плакатите и задържат носителите им за няколко часа.:с. 275 – 276:с. 50 – 81
След митинга около четиридесет участващи или наблюдаващи студенти са изгонени от университетите си. Юлия Вишневска и Леонид Губанов са задържани в психиатрия за един месец за разпространение на обръщението. Владимир Буковски е арестуван три дни преди планираната демонстрация и е държан в килия в продължение на осем месеца.:с. 275 – 276

## Последици

### Публичност
Докато съветската преса игнорира събитието, то е отразено от западни медии като „Ню Йорк Таймс“. Би Би Си и „Гласът на Америка“ излъчват новината към СССР. Вероятно поради разгласяването на демонстрацията на Запад процесът е обявен за открит. Всъщност само хора със специални пропуски, одобрени от КГБ, имат право да влязат в сградата на съда, а производството и архивите остават закрити за чуждестранни наблюдатели.:с. 276:с. 263

### Дисидентско движение
Демонстрацията се смята за първата организирана акция на съветското дисидентско движение. По същия начин спонтанното, нецензурирано изготвяне и разпространение на „Гражданското обръщение“ е едно от първите използвания на неформални мрежи за споделяне на текст, тъй наречения „самиздат“, за политически цели.:с. 621
След година се състои митинг в памет на Митинга на гласността. Митингите на гласността всяка година на 5 декември стават ежегодно събитие в Москва. Те привличат редица гости, включително физика Андрей Сахаров, който се присъединява към събитието през 1966 г. след покана да се съберат „пет-десет минути преди шест вечерта и точно в шест да се свалят шапките, в знак на уважение към Конституцията, и да се стои мълчаливо, без шапки, за една минута.“:с. 271 – 272 Срещите продължават, докато Денят на конституцията е преместен на 7 октомври през 1977 г.:с. 147 – 150
„Легалистичният“ подход да се изисква държавата да спазва съществуващите закони и гарантирани права е възприет и от следващите дисидентски фигури. Така наречените защитници на правата (правозащитники или законники) избягват морални и политически коментари за сметка на заострено внимание към правните и процесуалните въпроси. Това става обща кауза за различни социални групи в дисидентската среда, вариращи от академици до активисти в младежката субкултура. Нелегалното отразяване на арести и процеси става все по-често и води до основаването на „Хроника на текущите събития“ през април 1968 г. Този неофициален бюлетин съобщава за нарушения на гражданските права и на съдебната процедура от страна на съветското правителство и за отговора на тези нарушения от граждани в целия Съветски съюз.
Основаната на правата стратегия за несъгласие скоро се слива с идеята за правата на човека. В годините след подписването от Съветския съюз на Международния пакт за граждански и политически права през 1968 г. се появява съветското движение за човешки права. То включва фигури като Валери Чалидзе, Юрий Орлов и Людмила Алексеева. Създадени са специални групи като Инициативната група за защита на правата на човека в СССР (1969 г.), Комитетът по правата на човека в СССР (1970 г.) и Хелзинкските наблюдателни групи в Москва, Киев, Вилнюс, Тбилиси и Ереван (1976 – 1977).:с. 159 – 194

## Други
През 1995 г. от „Мемориал“ е публикувана книга със спомени на участниците в митинга.
Демонстрацията е разказана и в документалния филм от 2005 г. Они выбирали свободу („Те избраха свободата“).